# 來河侑希
來河 侑希（きたがわ ゆうき、1984年3月9日 - ）は、日本の俳優である。福岡県北九州市出身、福岡県立小倉商業高等学校卒業。

## 人物
身長174cm。血液型O。趣味は、バスケ。特技は、殺陣、ボクシング、映画アクション等。
フリーを経て株式会社Allen所属。劇団アレン座主宰。
2017年10月に出演・共同プロデューサーを務める映画「僕の帰る場所」は、東京国際映画祭（アジアの未来部門）にて、作品賞と国際交流基金アジアセンター特別賞の2冠を達成。その他、21カ国31以上の国際映画祭に選出される。
また、企画、プロデュース作品『遠いところ』が第56回カルロリヴィ・ヴァリ国際映画祭にてクリスタル・グローブ部門（メインコンペティション）にノミネートされた。

## 出演作品

### テレビドラマ
- 明日のマドレーヌ（2013年／テレビ東京）医者役
- 勝利の女神〜love&4〜（2009年／千葉テレビ）田辺透役
- 連続ドラマ『勝利の女神～テレビドラマ編』（2009年／千葉テレビ）田辺透役（レギュラー出演）原作：浅沼直也 監督：たかひろや
- 大河ドラマ『風林火山』（2007年／NHK）
- 零のかなたへ〜THE WINDS OF GOD〜（2005年／テレビ朝日）整備兵役　原作：今井雅之 監督：中山史郎
- 『H2～君といた夏』（2004年／TBS）千川野球部レギュラー
- 『世界の中心で愛をさけぶ』（2003年／TBS）クラスメイトレギュラー

### 舞台
- 劇団アレン座 第11回本公演 舞台「1925→2025」（2025年1月、演出／脚本：鈴木茉美）[1]
- 舞台『僕らは未だに定まらない』テリー役（2024年3月　演出／脚本：鈴木茉美）
- 舞台「HIDEYOSHI」織田信長役（2023年12月　演出／脚本：鈴木茉美）
- 劇団アレン座第９回本公演「点滅」藤野靖明役（2022年12月　演出／脚本：鈴木茉美）
- 劇団アレン座第７回本公演「土の壁」太陽役（2022年3月　演出／脚本：鈴木茉美）
- 舞台「野田河家の人々-ホウム。２-」野田河希役（2021年9月　演出／脚本：鈴木茉美）
- 舞台「ホウム。」野田河希役（2021年7月　演出／脚本：鈴木茉美）
- 劇団アレン座第６回本公演　舞台「秘密基地」(2020年9月　演出／脚本：鈴木真美）
- 劇団アレン座第４回本公演　舞台「いい人間の教科書。」（2019年11月　演出：鈴木茉美）
- 劇団アレン座第２回本公演　舞台「空行」（2018年5月　演出／脚本：鈴木茉美）
- Allen Dramatic Literature vol.1「熱海殺人事件-ザ・ロンゲストスプリング-」（2018年1月　脚本：つかこうへい　演出：鈴木茉美）木村伝兵衛役
- 劇団方南ぐみ「片想い」（2017年8月　原作／演出：樫田正剛）稲毛照雄役
- 劇団Allen suwaru立ち上げ公演「空行」（2017年5月　演出／脚本：鈴木茉美）タカギ役
- TOU-JYUKAI-DEN-□(2017年1月　演出／脚本：鈴木茉美）白鷺役
- JYUKAIDEN-KINGS-（2016年12月　演出／脚本：鈴木茉美）仁王役
- 大正浪漫探偵譚 -君影草の設計書-(2016年7月　演出／脚本：鈴木茉美）西森匡司役
- JYUKAI-DEN -桃源-（2016年3月　演出／脚本：鈴木茉美）大成役
- 新釈 ロクモンセンー真田十勇士伝説（2015年10月／演出：伊勢直弘）望月六郎役
- JYUKAI-DEN（2015年9月／演出：鈴木茉美）主演・稲羽役
- わたしの、領分。（2015年8月／演出：松澤くれは）
- WILD HALF～奇跡の確率～（再演）（2015年1月／原作：浅美裕子、演出：鈴木茉美）葛城志弩役
- HIDEYOSHI（2014年3月／演出：鈴木茉美）平賀源内役
- WILD HALF～奇跡の確率～（2014年1月／原作：浅美裕子、演出：鈴木茉美）葛城志弩役
- COMIC ACTARS「毒師」（2013年1月／原作：栗原正尚（怨み屋本舗））主演
- ふしぎ遊戯（2010年10月／演出：菅野臣太郎）尾宿役
- BIZARRE VOL.3 保育士の乱（2010年8月／演出・脚本：チョン・ガンソン）
- BIZARRE VOL.2 JIPANGパイレーツ（2010年4月／演出・脚本：菅野臣太郎）主演・ナギ役
- 轟然～GO-ZEN（2010年3月／演出・脚本：松田壱岱）幸寿丸役
- BIZARRE VOL.1 覇権DO!!戦国高校天下布武（2010年2月／演出・脚本：松田壱岱）主演・サトシ役
- 晦冥の城白の姫君（2009年12月／演出・脚本：加納健嗣）坂田金時役
- 地図から消された島（2009年10月／演出：チョン・ガンソン）
- Air Studioプロデュース公演　『GO,JET!GO!GO!〜Mr,Moooon Light〜』（2009年／演出・脚本：藤森一朗）大地役

### 映画
- 「遠いところ」（2022年、監督 工藤将亮）出演・プロデューサー　主演-花瀬琴音　第56回カルロヴィ・ヴァリ国際映画祭クリスタル・グローブコンペティション部門ノミネート
- 「未曾有」（2021年、監督 工藤将亮）ルイ役・プロデューサー　第25回エストニア/タリンブラックナイト映画祭「Rebels with a Cause」コンペティション部門（ワールドプレミア）/富川国際ファンタスティック映画祭ノミネート
- 「海辺の彼女たち」（2021年、監督 藤元明緒）出演・アソシエイトプロデューサー　第21回ニッポン・コネクション「ニッポン・ヴィジョンズ審査員賞」2021年度の新藤兼人賞で金賞を受賞、サンセバスチャン国際映画祭・新人監督部門選出、カイロ国際映画祭インターナショナルパノラマ部門上映、同作品は、日本批評家大賞の新人監督賞（藤元明緒監督）など国内の映画賞を多く受賞した。
- ハッピーアイランド（2019年、脚本／監督 渡邉裕也）主演 - 吉村界人　第1回四万十映画祭“長編部門：最優秀賞”受賞、福岡インディペンデント映画祭2018 “100分ムービー部門最優秀作品”、第11回田辺・弁慶映画祭コンペティション部門ノミネート
- Noise ノイズ（2018年、脚本/監督 松本優作）山崎役 （2017年）モントリオール世界映画祭、レインダンス国際映画祭ノミネート
- 僕の帰る場所 英題:Passage of Life（2017年）ユウキ役、兼共同プロデューサー（2017年：東京国際映画祭アジアの未来部門・作品賞／国際交流基金アジアセンター特別賞受賞　2018年：タイ/バンコクASEAN映画祭/審査員賞受賞、オランダ/アムステルダムシネマジア映画祭長編コンペディション部門ノミネート主演俳優賞（カウンミャットゥ））
- HIGH & LOW THE MOVIE3/FINAL MISSION（2017年）DOUBT役　監督：久保茂昭
- HIGH & LOW THE MOVIE2/END OF THE SKY（2017年）DOUBT役　監督：久保茂昭
- 黒い暴動♥（2016年）宇賀那健一監督
- HEART BEAT（2013年、浅沼直也監督）松尾裕也役（2012年：田辺弁慶映画祭 市民賞受賞、ゆうばりファンタスティック国際映画祭フォアキャスト部門、ＳＫＩＰシティＤ国際シネマ映画祭長編部門ノミネート）
- GOTH（2008年）安岡役　監督：高橋玄
- BOYSLOVE 劇場版（2007年）本田純司役　監督：寺内康太郎
- スケバン刑事 コードネーム=麻宮サキ（2006年）小西裕太役　監督：深作健太

### ラジオ
- J-WAVE ACROSS THE SKY（2018年）ナビゲーター：玄里

### 雑誌
- an・an（2010年）
- 凛花（2010年）
- MyM magazine （イギリス誌、映画Noise紹介にて 2017年）
- キネマ旬報（2018年10月上旬号、映画「僕の帰る場所」紹介にて）